# Chelmonops curiosus

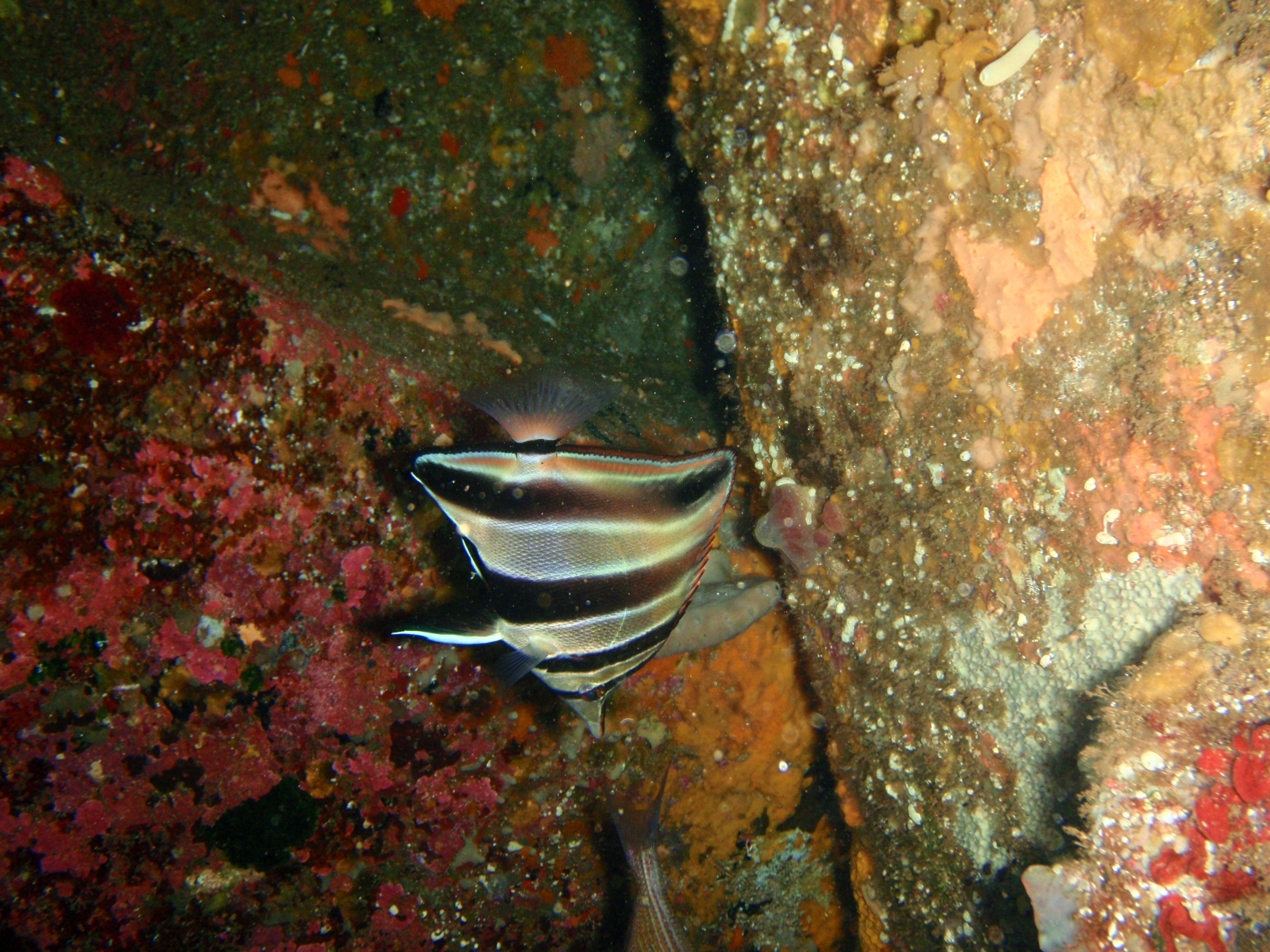
Chelmonops curiosus en la isla Pearson, Australia

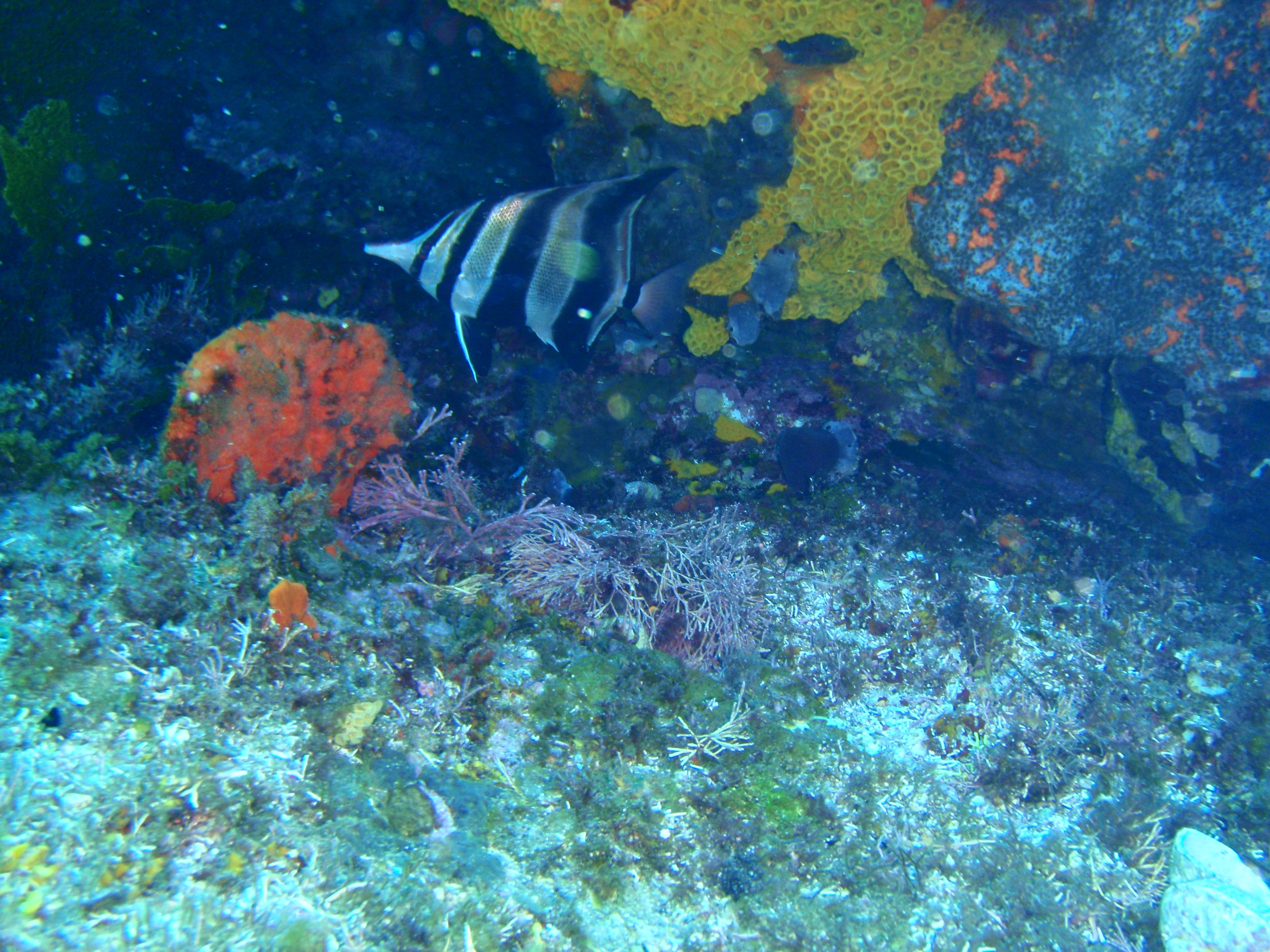
C. curiosus en la isla Mondrain, sudoeste de Australia

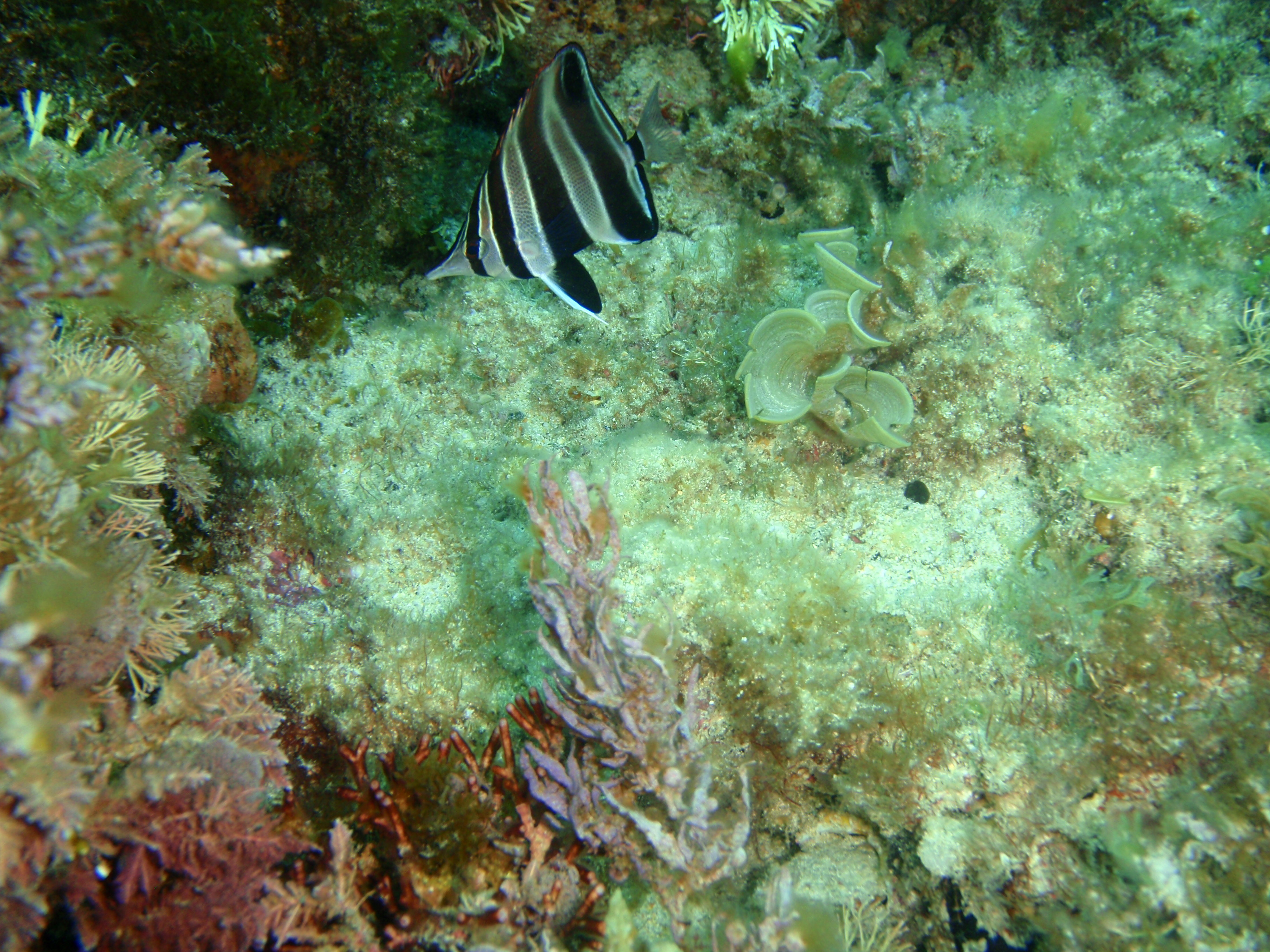
En la isla Rottnest, Australia

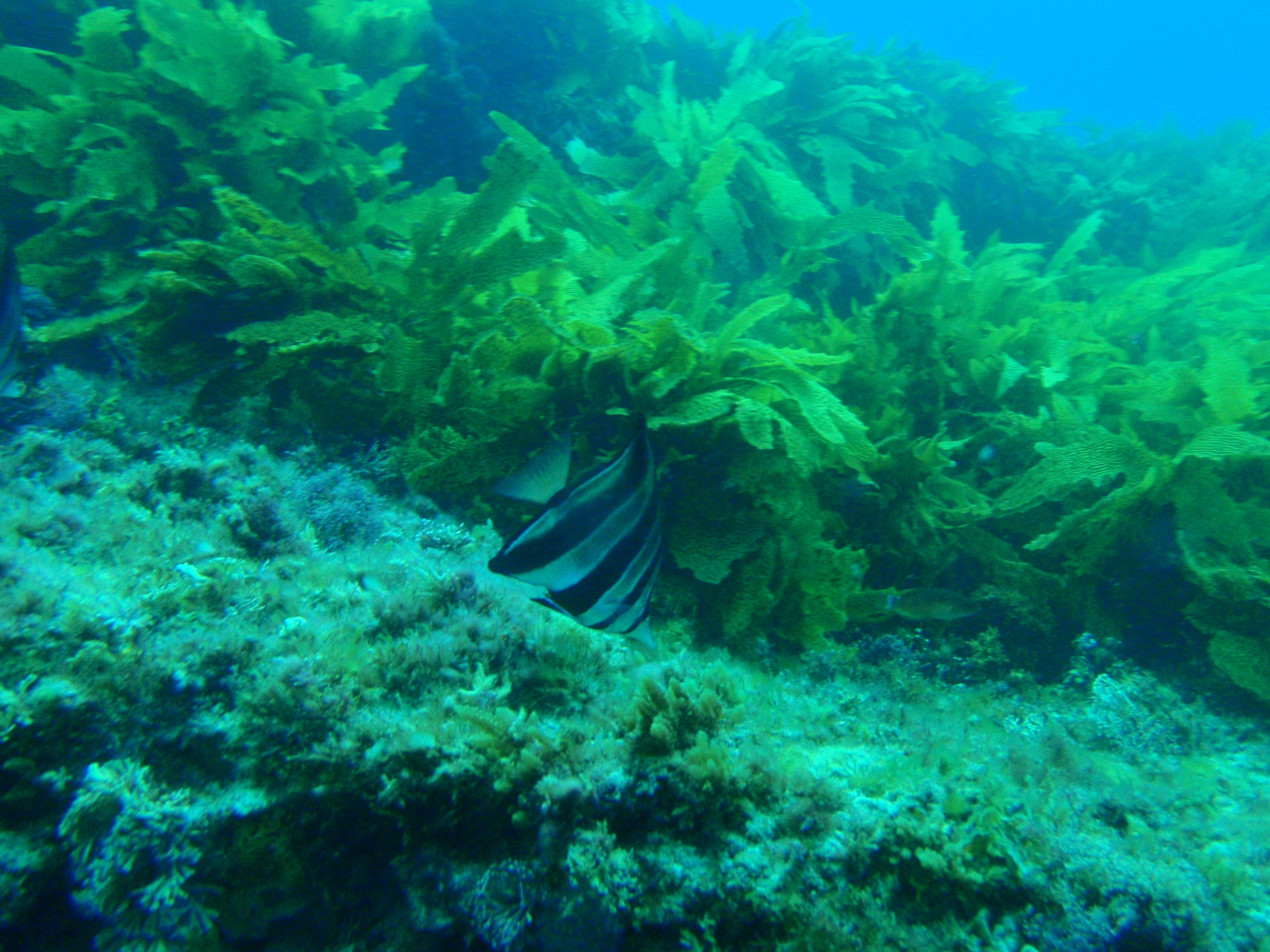
Cazando entre macroalgas en la isla Rottnest

El pez mariposa Chelmonops curiosus es un pez marino, de la familia de los Chaetodontidae.
Esta especie es endémica de las aguas templadas del sudoeste de Australia, y no es migratoria. Asociada a arrecifes rocosos, es una especie común en su área, y con poblaciones estables.

## Morfología
De cuerpo alto comprimido lateralmente. Su coloración es blanco nacarado en todo el cuerpo y presenta cuatro franjas marrones, verticales de distinto grosor. De más estrecha en la cabeza, a más gruesa hacia la cola. También presenta una línea dorada, que recorre la frente y atraviesa entre los ojos, hasta el extremo de la boca. Tiene una boca prominente, similar a las especies de su género emparentado Chelmon, y más larga que la de la otra especie, casi idéntica, de su género, C. truncatus.

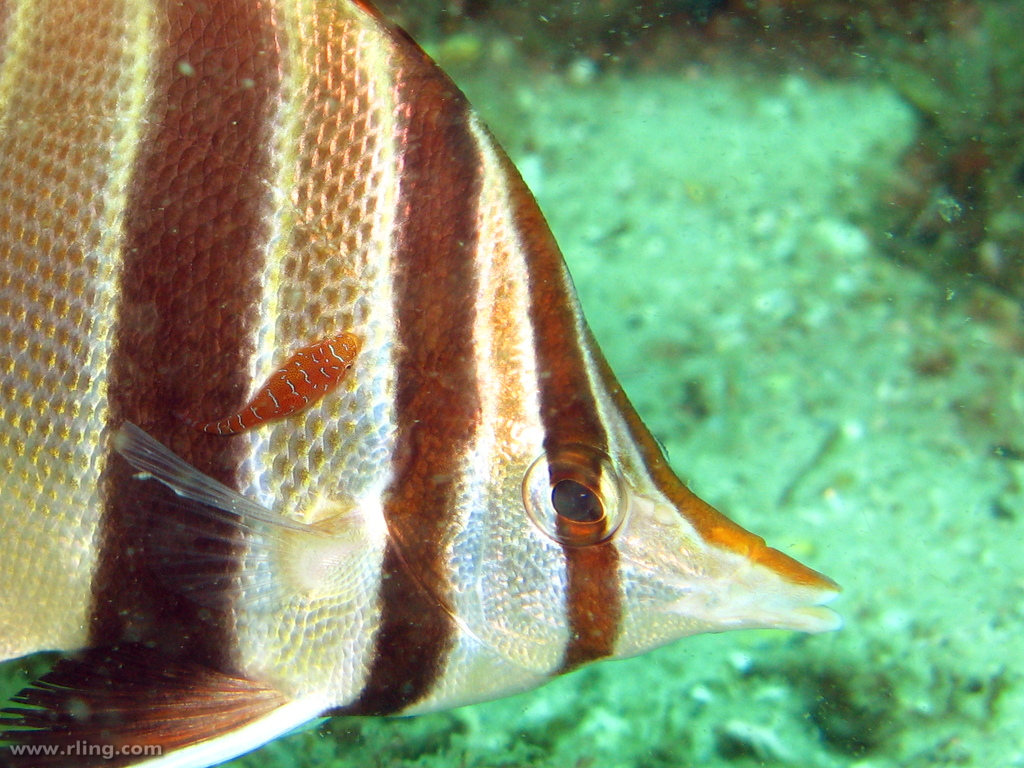
La boca de C. truncatus es más corta

Alcanza los 26 cm de largo.

## Hábitat y comportamiento
Es una especie asociada a arrecifes coralinos, aunque no depende de ellos, y frecuentemente recorre paredes verticales rocosas, entre 9 y 60 metros de profundidad. De adultos ocurren usualmente en parejas.

## Distribución geográfica
Se distribuye exclusivamente en el sur y suroeste de Australia, de dónde es endémica, desde Shark Bay hasta Adelaida.

## Alimentación
Omnívoro, se nutre de gusanos tubícolas, pequeños crustáceos, copépodos y varias macroalgas.

## Reproducción
Son gonocóricos, de sexos separados, y no cambian de sexo. No presentan dimorfismo sexual. Son ovíparos y dispersores de huevos. Forman parejas durante el ciclo reproductivo, pero no cuidan los alevines.
Su nivel de resiliencia es alto, doblando su población en menos de 15 meses.